# GrassBase
GrassBase (ou GrassBase – The Online World Grass Flora) est une base de données en ligne sur les graminées, maintenue par  les Jardins botaniques royaux de Kew.
La paternité de la base de données est attribuée à W.D. Clayton, M.S. Vorontsova, K.T. Harman & H. Williamson.

## Contenu
La version de GrassBase de mars 2014 contenait 64 213 noms de Poaceae publiés au niveau de l'espèce et en dessous, les descriptions de 11 313 espèces acceptées et de 713 genres.

## Descriptions
Les descriptions d'espèces et de genres contenues dans GrassBase dérivent d'une base de données DELTA (DEscription Language for TAxonomy).
Toutes les descriptions d'espèces sont codées à partir de sources fiables telles que les relevés floristiques, dans la mesure du possible, et complétées si nécessaire par des descriptions originales et la consultation de spécimens. Ces pages de description des espèces incluent des liens permettant de consulter d'autres bases de données en ligne, dont  l' Electronic Plant Information Centre (ePIC, Centre électronique d'information sur les plantes), l' Herbarium Catalogue (catalogue de l'herbier de Kew), Global Biodiversity Information Facility (GBIF, Système mondial d'informations sur la biodiversité), Tropicos (base de données du jardin botanique du Missouri), etc.

## Synonymie
La partie nomenclature est gérée dans une base de données Microsoft Access téléchargeable, qui permet de produire des listes au niveau des pays ou des régions, et de trouver les noms acceptés et les synonymes parmi plus de 60 000 noms.
Chacun des noms acceptés est lié à la page de description de l'espèce. Les informations supplémentaires disponibles comprennent les citations originales et les données sur la localité du type nomenclatural.